# Joseph Girel
Joseph Girel est un joueur d'échecs français né le 15 novembre 2004. Grand maître international en 2024, il a remporté le championnat de France d'échecs des jeunes en 2022, 2023 et 2024.
Au 1er juin 2025, Joseph Girel est le 21e joueur français avec un classement Elo de 2 501 points en parties lentes.

## Biographie et carrière
Joseph Girel est né en 2004. 
Maître international depuis 2022, Joseph Girel remporte le championnat de France cadets (moins de 18 ans) en 2022, puis le France junior en 2023 et 2024 et le championnat de France de blitz junior (moins de 20 ans) en 2023.
En 2024, il remporte le championnat de France universitaire avec 8 points sur 9.
Il obtient le titre de grand maître international en 2024.